# In the Garden Fair
In the Garden Fair è un cortometraggio muto del 1912 diretto da Fred Thomson (Frederick A. Thomson).

## Produzione
Il film fu prodotto dalla Vitagraph Company of America.

## Distribuzione
Distribuito dalla General Film Company, il film - un cortometraggio in una bobina - uscì nelle sale cinematografiche statunitensi il 2 novembre 1912. Nel Regno Unito, venne distribuito il 15 febbraio 1913.